# Athlétisme à l'Universiade d'été
Les épreuves d'athlétisme à l'Universiade d'été d'été ont débuté dès la première Universiade en 1959 à Turin et se sont toujours déroulées sans interruption depuis.

## Éditions
| Édition | Année | Ville             | Pays                 | Date                          | Stade                                 | Épreuves |
| ------- | ----- | ----------------- | -------------------- | ----------------------------- | ------------------------------------- | -------- |
| I       | 1959  | Turin             | Italie               |                               | Stade olympique                       |          |
| II      | 1961  | Sofia             | Bulgarie             |                               | Stade national Vassil-Levski          |          |
| III     | 1963  | Porto Alegre      | Brésil               |                               | Stade Olímpico Monumental             |          |
| IV      | 1965  | Budapest          | Hongrie              |                               | Népstadion                            |          |
| V       | 1967  | Tokyo             | Japon                |                               | Stade olympique national              |          |
| VI      | 1970  | Turin             | Italie               |                               | Stade olympique                       |          |
| VII     | 1973  | Moscou            | Union soviétique     |                               |                                       |          |
| VIII    | 1975  | Rome              | Italie               |                               | Stade olympique                       |          |
| IX      | 1977  | Sofia             | Bulgarie             |                               | Stade national Vassil-Levski          |          |
| X       | 1979  | Mexico            | Mexique              |                               | Stade olympique universitaire         |          |
| XI      | 1981  | Bucarest          | Roumanie             | 22 au 27 juillet 1981         | Stadionul Național                    |          |
| XII     | 1983  | Edmonton          | Canada               | 5 au 11 juillet 1983          | Stade du Commonwealth                 |          |
| XIII    | 1985  | Kobe              | Japon                | 29 août au 4 septembre 1985   | Stade du Mémorial de l'Universiade    |          |
| XIV     | 1987  | Zagreb            | Yougoslavie          | 14 au 19 juillet 1987         | Stade Maksimir                        |          |
| XV      | 1989  | Duisbourg         | Allemagne de l'Ouest | 25 au 30 août 1989            | Wedaustadion                          |          |
| XVI     | 1991  | Sheffield         | Royaume-Uni          | 14 au 25 juillet 1991         | Don Valley Stadium                    |          |
| XVII    | 1993  | Buffalo           | États-Unis           | 14 au 18 juillet 1993         | University at Buffalo Stadium (en)    |          |
| XVIII   | 1995  | Fukuoka           | Japon                | 29 août au 3 septembre 1995   | Hakatanomori Athletic Stadium (en)    |          |
| XIX     | 1997  | Catane            | Italie               | août 1997                     | Stade Angelo-Massimino                |          |
| XX      | 1999  | Palma de Majorque | Espagne              | 4 au 9 juillet 1999           | Stade de Son Moix                     |          |
| XXI     | 2001  | Pékin             | Chine                | 27 août au 1er septembre 2001 | Stade des Ouvriers                    |          |
| XXII    | 2003  | Daegu             | Corée du Sud         | 25 au 30 août 2003            | Stade de Daegu                        |          |
| XXIII   | 2005  | İzmir             | Turquie              | 15 au 20 août 2005            | Stade Atatürk                         |          |
| XXIV    | 2007  | Bangkok           | Thaïlande            | 9 au 14 août 2007             | Stade Thammasat                       |          |
| XXV     | 2009  | Belgrade          | Serbie               | 7 au 12 juillet 2009          | Stade de l'Étoile rouge               |          |
| XXVI    | 2011  | Shenzhen          | Chine                | 16 au 21 août 2011            | Main Stadium of Universiade Center    |          |
| XXVII   | 2013  | Kazan             | Russie               | 7 au 12 juillet 2013          | Stade central                         |          |
| XXVIII  | 2015  | Gwangju           | Corée du Sud         | 8 au 12 juillet 2015          | Stade de la Coupe du monde de Gwangju |          |
| XXIX    | 2017  | Taipei            | Taipei chinois       | 23 au 28 août 2017            | Stade municipal de Taipei             | 44       |
| XXX     | 2019  | Naples            | Italie               | 8 au 13 juillet 2019          | Stade San Paolo                       |          |
| XXXI    | 2023  | Chengdu           | Chine                | 1er au 6 août 2023            | Shuangliu Sports Centre Stadium       |          |
| XXXII   | 2025  | Bochum            | Allemagne            | 21 au 27 juillet 2025         | Lohrheidestadion                      |          |
| XXXIII  | 2027  | Daejeon           | Corée du Sud         |                               |                                       |          |